# 蘭州道
分巡蘭州兵備道，兼管屯田、茶馬，簡稱蘭州道、分巡蘭州道、蘭州兵備道。清朝行政區劃名，主官為道員，駐蘭州府。

## 沿革
明朝本置陝西提刑按察使司整飭臨洮兵備道，駐蘭州。清沿明制，設分巡臨洮道，兼按察副使、僉事銜。康熙三年（1664年）增設甘肅按察使司，臨洮道改屬甘肅。乾隆十八年（1753年）停止分巡道道員兼按察副使、僉事銜。二十八年（1763年）九月，改臨洮道為甘肅驛傳道兼巡蘭州府。四十四年（1779年）四月，甘肅驛傳道改為分巡蘭州道。宣統二年（1910年）裁廢。
蘭州道治蘭州，轄一府，共二州四縣。
- 蘭州府：治皋蘭，領皋蘭縣、金縣、狄道州、渭源縣、靖遠縣、河州。